# 共青镇 (莫尔多瓦共和国)
共青镇（羅馬化：Komsomolʹskiy）是俄罗斯莫尔多瓦共和国的市级镇，属恰姆津卡区，地处莫尔多瓦共和国东部，在区行政中心恰姆津卡及共和国首府萨兰斯克东北方。伏尔加河流域内阿拉特里河一支流努亚河（Нуя）从镇北侧流过。
该地2021年人口有12,300人；2010年人口13,513；2002年人口14,230；1989年人口14,740。